# 港口乡 (铜鼓县)
港口乡，是中华人民共和国江西省宜春市铜鼓县下辖的一个乡镇级行政单位。

## 行政区划
港口乡下辖以下地区：
港口集镇社区、港口村、水坪村、英朝村、华仙村和赤洲村。